# Cecchino Bracci
Francesco Bracci, detto Cecchino (Firenze, 1527 – Roma, 8 gennaio 1544), è stato allievo di Michelangelo Buonarroti, che alla morte disegnò il suo sepolcro.

## Biografia
Francesco nacque da Zanobi Bracci, patrizio e ricco banchiere di Firenze, e da Contessa Castellani. Lo zio Luigi del Riccio (figlio di Giovanbattista ed Eleonora Bracci, sorella di Zanobi), rappresentante della famiglia dei banchieri Strozzi a Roma, ospitò il giovane Francesco durante l'esilio del padre da Firenze. Le capacità artistiche, la bellezza e le buone maniere del ragazzo lo resero subito popolare in città, anche grazie all'influenza del potente zio.

### La morte prematura e gli epitaffi
La sua improvvisa morte (avvenuta a sedici anni), colpì profondamente lo zio. Grazie all'amicizia che lo legava a Michelangelo, occupato in quegli anni nella costruzione di piazza del Campidoglio, lo pregò di progettare una tomba per il nipote.
Michelangelo fu inoltre indotto ad inviare un epitaffio in rima dietro l'altro (alla fine ne avrebbe scritti poco meno di cinquanta), dietro il contraccambio di ghiottonerie inviate come ringraziamento da Luigi del Riccio.
Una variante testuale dell'epitaffio 197 («fan fede a quel ch’i‘ fui grazia nel letto, / che abbracciava e ‘n che l’anima vive»), fa presumere che l'attaccamento di Michelangelo per il ragazzo potesse aver avuto anche una componente affettiva ancor più intima.

Tenendo presente questo aspetto si comprende la ferma reazione di Michelangelo quando seppe che Luigi del Riccio stava progettando di pubblicare a stampa gli epitaffi (con contributi di altri poeti: Anton Francesco Grazzini, Donato Giannotti, Giovanni Aldobrandini, Carlo Gondi, Paolo Del Rosso): il Buonarroti condannò l'idea (nel sonetto: Nel dolce d’una immensa cortesia), definendola un tentativo di disonorarlo, nascosto dietro l'insidiosa apparenza d'una gran gentilezza. 
Gli epitaffi sarebbero stati pubblicati infine postumi, dal nipote di Michelangelo, che però, spaventato dalle implicazioni omoerotiche del testo, avrebbe modificato in più punti il sesso del destinatario, facendone una donna. Le edizioni successive avrebbero ripreso il testo censurato, e solo l'edizione Laterza delle Rime, nel 1960, avrebbe ristabilito la dizione originaria.

## La tomba
La tomba di Cecchino, su progetto di Michelangelo (ci sono rimasti alcuni disegni preparatori, di sua mano), fu effettivamente costruita, nella chiesa dell'Aracoeli in Roma, dove si trova tuttora, anche se l'esecuzione fu affidata ai collaboratori, forse all'Urbino (Francesco Amadori).

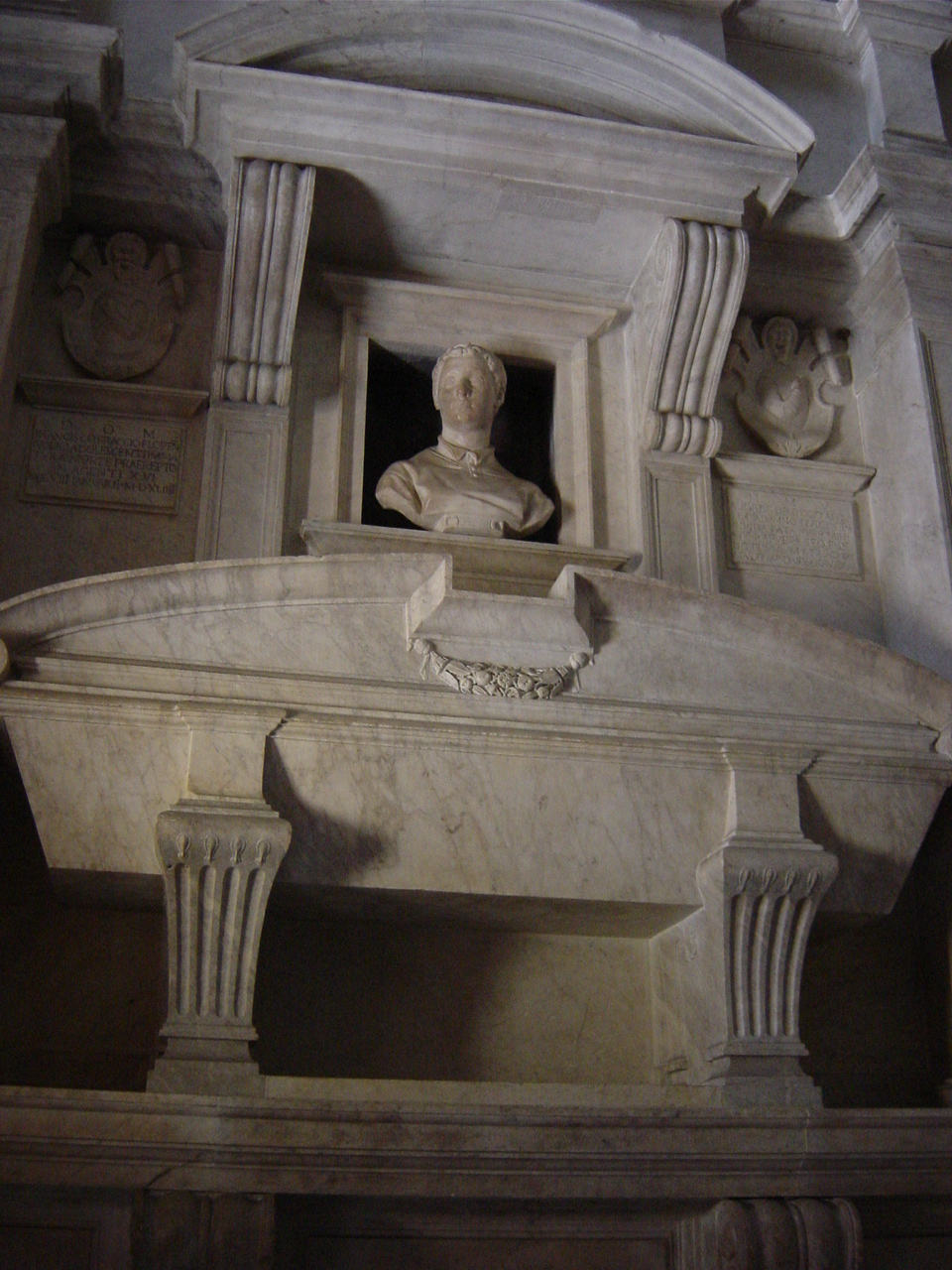
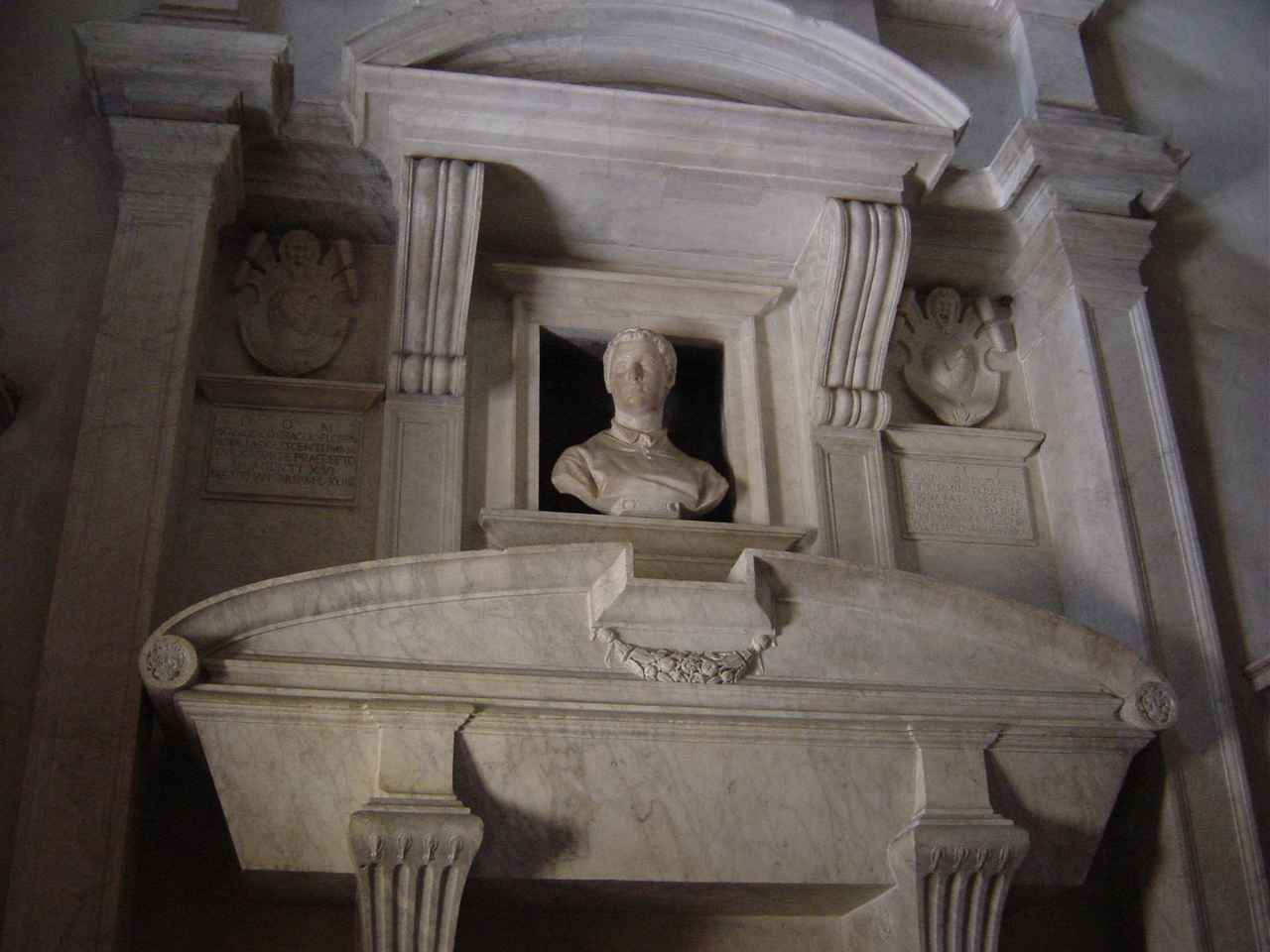
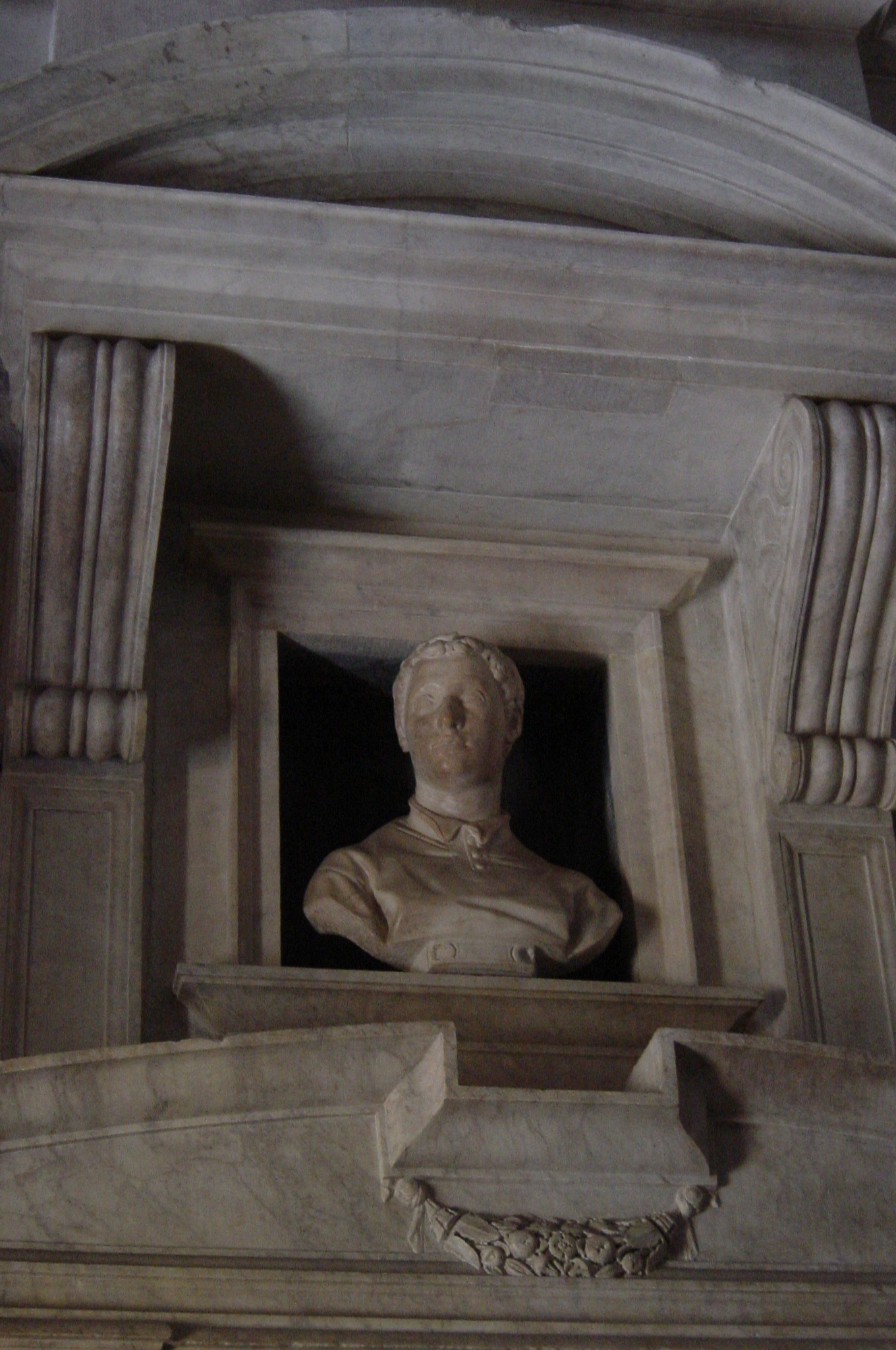